# Apátkeresztúr
Apátkeresztúr (Crestur), település Romániában, a Partiumban, Bihar megyében.

## Fekvése
Az érmelléki hegyek alatt, Margittától nyugatra, Bihardiószegtől keletre, Albis és Vedresábrány közt fekvő település. Vasútállomása Bolcaș néven szerepel.

## Története
A falu területén bronzkori település maradványait tárták fel. A régészeti lelőhely a romániai műemlékek jegyzékében a BH-I-s-B-00959 sorszámon szerepel.
Apátkeresztúr nevét 1311-ben említette először oklevél c. Benedictus f. Beethleem nob. de Kereztur néven. 1332-ben Apathi, 1888-ban Apáti-Keresztur, 1913-ban Apátkeresztúr néven írták. A település egykor a Keresztúri nemesek birtoka volt.
A 19. század első felében a Ravazdy család, a 20. század elején pedig gróf Stubenberg József volt a falu birtokosa. 1863-ban Apáti és Keresztúr összeolvadt.
1910-ben 557 lakosából 547 magyar, 9 román volt. Ebből 294 református, 179 görögkatolikus, 56 római katolikus volt. A trianoni békeszerződés előtt Bihar vármegye Margittai járásához tartozott.
A falu határában volt az Érsek-Apáti nevü puszta, mely a 16. században Fel-Apáti néven, mint falu szerepelt. 1385-ben a Borsiak és a Széplakiak voltak a földesurai.

## Nevezetességek
- A hagyomány szerint a falu fölötti dombon a „veres barátok” kolostora állt, amely 1241-ben elpusztult. A dombtetőt a 20. század elején még vizes-árok vette körül, melyen belül rommaradványok még látszottak.
- A falu régi helyén a 15–16. századi templomnak is láthatók voltak még némi nyomai. A templomrom a romániai műemlékek jegyzékében a BH-I-s-B-00958 sorszámon szerepel.[1]
- Református temploma 1871-ben épült.